# Ein Hashlosha
Ein Hashloshá (en hebreo: עין השלושה) es un kibutz ubicado en la región occidental del desierto del Neguev en Israel. Está bajo la jurisdicción del Concejo Regional Eshkol. En 2017 tenía una población de 396 habitantes.

## Historia
Toda el área donde está el kibutz fue llamada Maeen y fue ocupada por el Ejército israelí en octubre de 1948. El área y otros lugares cercanos tales como: Nirim, Nahal Oz, y Maguén estaban habitados por una tribu palestina, cuyos miembros actualmente son refugiados y están viviendo en la Franja de Gaza. La familia Abu-Sitta era la más grande y poseía la mayor parte de la tierra entre los años 1750 y 1948. Toda la zona era conocida por sus campos de trigo desde 1750.
El kibutz fue nombrado en memoria de los tres miembros fundadores que fallecieron durante la guerra árabe-israelí de 1948. El kibutz fue establecido durante los años cincuenta del siglo XX por un grupo de voluntarios procedentes de América del Sur, y por los miembros del Movimiento Juvenil Sionista Hanoar Hatzioni, en las tierras donde estaba el antiguo kibutz Nevé Yair, el cual fue establecido en 1949 por los miembros de la organización sionista y terrorista Leji, pero fue abandonado en junio de 1950. Durante los primeros años, el kibutz sufrió algunos bombardeos por parte del Ejército Nacional de Egipto.
El kibutz está situado cerca de la frontera con la Franja de Gaza y cerca de Khan Yunis, el kibutz fue regularmente alcanzado por los disparos palestinos durante el conflicto entre Israel y los habitantes de la Franja de Gaza en el año 2008. El 15 de enero de 2008, un voluntario ecuatoriano, llamado Carlos Chávez, fue abatido y falleció por los disparos de un francotirador de Hamás, mientras estaba trabajando en el kibutz.
Durante la operación "Margen Protector", al menos 825 cohetes fueron lanzados hacia la región de Eshkol, donde está situado el kibutz. En algunos casos, los tejados de asbesto han sido dañados, después de ser alcanzados por los cohetes lanzados por Hamás y otros grupos.
El enfrentamiento de Ein HaShlosha fue un ataque armado llevado a cabo por militantes de Hamás, el 7 de octubre de 2023, en Ein HaShlosha, como parte de la Operación Inundación de Al-Aqsa. Los militantes de Hamás saquearon e incendiaron muchas casas del kibutz, además de tomar rehenes y matar a cuatro habitantes de la comunidad.

## Economía
El kibutz es principalmente agrícola, y está dedicado principalmente a la cría de pavos y a la producción de alimentos lácteos. También tiene una pequeña factoría que fabrica archivadores. En marzo de 2006, centenares de pavos fueron encontrados muertos, expandiendo el temor ante la posible expansión del virus de la gripe aviaria en Eretz Israel.